# Michał Krzywicki (reżyser)
Michał Krzywicki (ur. 2 sierpnia 1989 w Chełmie) – polski aktor i reżyser filmowy.
W 2012 roku ukończył Warszawską Szkołę Filmową.

## Filmografia

### Jako reżyser
| Rok  | Film                                             | Źródło |
| ---- | ------------------------------------------------ | ------ |
| 2016 | Diversion End                                    | [ 3 ]  |
| 2021 | Dzień, w którym znalazłem w śmieciach dziewczynę | [ 4 ]  |
| 2024 | Nieprzyjaciel                                    | [ 5 ]  |

### Jako aktor
Od 2012 roku występował jako aktor w etiudach stundeckich oraz, wykonując drugoplanowe role, w polskich serialach, m.in. w Klanie (sezony 2014/2015 oraz 2015/2016), Na Wspólnej (odcinki: 596, 604). W 2021 roku zagrał jedną z głównych ról we własnym filmie Dzień, w którym znalazłem w śmieciach dziewczynę.

## Nagrody i nominacje
| Rok  | Film                                             | Konkurs                                          | Kategoria                                                                 | Rezultat  | Źródło |
| ---- | ------------------------------------------------ | ------------------------------------------------ | ------------------------------------------------------------------------- | --------- | ------ |
| 2017 | Diversion End                                    | Młodzi i Film                                    | Konkurs Pełnometrażowych Debiutów Fabularnych                             | Nominacja | [ 6 ]  |
| 2017 | Diversion End                                    | Młodzi i Film                                    | Nagroda Specjalna – Nagroda Jury Młodzieżowego dla filmu pełnometrażowego | Wygrana   | [ 6 ]  |
| 2021 | Dzień, w którym znalazłem w śmieciach dziewczynę | 46. Festiwal Polskich Filmów Fabularnych w Gdyni | Konkurs Filmów Mikrobudżetowych                                           | Nominacja | [ 7 ]  |
| 2021 | Dzień, w którym znalazłem w śmieciach dziewczynę | Warszawski Festiwal Filmowy                      | Konkurs Wolny Duch                                                        | Nominacja | [ 8 ]  |
| 2022 | Dzień, w którym znalazłem w śmieciach dziewczynę | Młodzi i Film                                    | Konkurs Pełnometrażowych Debiutów Fabularnych                             | Nominacja | [ 9 ]  |